# Svensk folkmusik - Hälsingland
Svensk folkmusik - Hälsingland är en EP med fyra av de låtar hälsingespelmännen Eric Öst och Theodor Olsson tidigare spelat in på 78-varvare. 
Gavs ut 1959 av Sveriges Radio som en del av en serie med folkmusik från olika landskap. Återutgavs av Caprice som en del av CD:n Spelmän från fem landskap. 
Hälsinglands del representerades enbart av snabbt och virtuost spelade låtar med konstmusikaliska drag av eller efter Jon-Erik Öst, Jon-Erik Hall och Pelle Schenell, vilket var på modet under 1900-talets första hälft. Öst och Hall föredrog sådana stildrag och vidareutvecklade detta i egna kompositioner. Det starka inflytandet av konstmusik i vissa låtar hade förekommit sedan 1700-talet, bl.a. via Hälsinge regemente, men det har alltid funnits andra traditioner och spelmän i landskapet vilka var ganska undanskymda fram till 1960-talet.

## Låtlista
1. Lif-Antes polska efter Jon-Erik Hall, Hassela, baserad på polonäs av Karl Michael von Esser, en kringflackande musiker i 1700-talets Europa och upphovsman till flera "Svenska låtar", bl.a. denna som Järvsö-spelmannen Anders Lif ofta spelade
2. Dellens vågor, polska efter Jon-Erik Hall
3. Delsbovalsen av Pelle Schenell, Gnarp
4. Slipstenspolska efter Jon-Erik Öst och Tulpans Anders Olsson, Alfta, av Snickar-Erik Olsson, Ovanåker